# TUBA1C
TUBA1C‏ (Tubulin alpha 1c) هوَ بروتين يُشَفر بواسطة جين TUBA1C في الإنسان.